# Christopher Lloyd (roteirista)
Christopher Lloyd é um roteirista e produtor estadounidense.

## Carreira
Lloyd começou como roteirista das quatro primeiras temporadas de The Golden Girls. Ele era um escritor e produtor de Wings, Frasier, Out of Practice, Back to You, e Modern Family. Ele já ganhou nove prêmios Emmy. Recentes trabalhos como roteirista incluem o filme de animação Flushed Away, pelo qual recebeu um Annie Award, e criador e produtor executivo da série Modern Family. 

## Vida Pessoal
O pai de Christopher Lloyd é o escritor de sitcom, David Lloyd (1934-2009). 
Lloyd é casado com a atriz e dubladora, Arleen Sorkin. Eles têm dois filhos, Eli e Owen.

## Créditos de Escritor

### The Golden Girls
- "Second Motherhood"
- "The Sisters"
- "Dorothy's Prized Pupil"
- "Nothing To Fear But Fear Itself"
- "Strange Bedfellows"
- "The Artist"
- "Mixed Blessings"
- "The One That Got Away"
- "Scared Straight"
- "Blind Date"
- "Little Sister"

### Wings
- "Marriage, Italian Style"
- "The Taming of the Shrew"
- "Take My Life, Please"
- "Lifeboat"
- "It May Have Happened One Night"
- "Goodbye Old Friend"

### Frasier
- "I Hate Frasier Crane"
- "Flour Child"
- "Fool Me Once, Shame On You..."
- "Dark Victory"
- "Shrink Rap"
- "Moon Dance"
- "The Show Where Diane Comes Back"
- "Mixed Doubles"
- "The 1000th Show"
- "Perspectives On Christmas"
- "Good Grief"
- "Rivals"
- "Something Borrowed, Someone Blue"
- "High Holidays"
- "Goodnight, Seattle"

### Modern Family
- "Pilot"
- "Coal Digger"
- "Up All Night"
- "Manny Get Your Gun"

## References
1. ↑  IMDb - Christopher Lloyd December 12, 2004
2. ↑  TV.com The Golden Girls February 19, 2007
3. ↑  Hollywood Reporter: Showrunners 2012 'Modern Family's' Christopher Lloyd October 3, 2012
4. ↑  DeadLine Steven Levitan And Christopher Lloyd On ‘Modern Family’ Agoust 11, 2012
5. ↑  Los Angeles Time: David Lloyd December 13, 2009